# Чин (штат)
Штат Чин — штат (национальный округ) в Мьянме на северо-западе страны, Административный центр — город Хакха (прежняя столица — Фалам). Чин граничит с Бангладеш и штатами восточной Индии Мизорам, Манипур, а также с бирманским штатом Ракхайн и областями (округами) Сикайн, Магуэ. Население — 516 660 человек. Плотность населения — 14,34 чел./км².

## Административное деление
Штат делится на 9 районов:
- Фалам (Falam)
- Хакха (Hakha)
- Тхантланг (Htantlang)
- Канпетлет (Kanpetlet)
- Мадупи (Madupi)
- Миндат (Mindat)
- Палетва (Paletwa)
- Тиддим (Tiddim)
- Тонзанг (Tonzang)

В штате Чин имеется 14 городов: Сикха, Хакха, Фалам, Канпалет, Матупи, Резуа, Миндат, Палетва, Рихкхуадар, Тхантланг, Теддим, Туйтханг и Тонзанг.
До 1974 Чин представлял собой особый район, а в 1974 получил статус национального округа.

## Демография
Жители штата Чин состоят из разных этнических групп, говорящих на языках разных групп и имеющих разные культуры и истории. Само имя чин неизвестного происхождения. Обычно это название подчёркивает ткацкую профессию горных народов и выражает уважение. Торговые отношения с народами, живущими внизу, поддерживались сотни лет.
Чины родственные народам мизо и куки индийских штатов Мизорама, Манипура и Ассама. Наиболее крупные племенные объединения: в северных районах — тиддим-чин, или тедим (220 000), и хака-чин (120 000); фалам на юго-западе и в центре (120 000). На юге живут кхами-чин (100 000).
Каждый мужчина в Чине носит начальное имя 'Салай', а каждая женщина носит начальное имя 'Май'.
Чины составляют большинство в штате Чин. За счёт успехов миссионеров многие чины — христиане. Распространены также буддизм тхеравады и анимизм.